# شفتا
شفتا (بالجعزية: ሽፍታ، «شوفتا») هو مصطلح يستخدم في إثيوبيا وإريتريا وكينيا وتنزانيا والصومال ويطلق على المتمرد والخارج عن القانون أو قاطع الطريق. الكلمة مشتقة من شوفتو. من الناحية التاريخية، عملت الشفتا كميليشيا محلية في مناطق نائية وريفية وغالبًا ما تكون خارجة عن القانون في القرن الأفريقي. يمكن ترجمة كلمة شفتا إلى «قاطع الطريق» أو «الخارج عن القانون»، ولكن يمكن أن تشمل أي شخص يتمرد ضد سلطة أو مؤسسة يُنظر إليها على أنها غير شرعية، مثل حرب العصابات أربنيوتش أثناء الاحتلال الإيطالي.

## المفاهيم
لمصطلح شيفتا دلالات إيجابية وسلبية، فهو يطلق على اللصوص العاديين وفي نفس الوقت هو مصطلح ثوري؛ كلا المفهومين مختلفين، لكن ليس بالضرورة أن يكونا متعارضين. غالبًا ما يُنظر إليهم على أنهم خارجين عن القانون يحظون باحترام كبير وذوي تفكير سياسي يكافحون من أجل النظام الاجتماعي أو قضية سياسية. عند تطبيقه في هذا السياق، فإن الشوفتينت (جمع شفتا) بأشكالها المتنوعة لها وظيفة اجتماعية كشكل من أشكال حل النزاعات.
في إريتريا، خلال الإدارة البريطانية، تم استخدام الوحدات العسكرية لمراقبة المناطق الخارجة عن القانون ووقف نشاط شيفتا المشترك.
في إثيوبيا، ارتقى الأفراد الذين بدأوا في دور شيفتا إلى مستوى أمير الحرب أو إمبراطور، وبالتالي أضفى هذا مشروعية على مفهوم الشيفتا نفسه. كان الإمبراطوريين تيودروس الثاني ويوحنس الرابع في أواخر القرن التاسع عشر، شفتيين (عضوين في الشفتا) خلال القرن التاسع عشر، وأسمائهما السابقة كانت كاسا هايلو من قوندر وكاساي ميرشا من تيغراي. وهكذا شكل الشفتيون النخبة العسكرية وأصبحوا جوهر المقاومة، مستخدمين مهاراتهم العسكرية ضد الإيطاليين.
ومع ذلك، فإن الشيفتا الذي تتجاوز أفعاله الأعراف الاجتماعية يُطلق عليه اسم t'era-shifta، وسينظر إليه على أنه لص أو قاطع طرق. وصف الإيطاليون جميع الشفتيين بأنهم t'era-shifta من النوع الإجرامي. ومع ذلك، فإن وصف الشخص بأنه شفتا، خاصة أثناء الاحتلال الإيطالي، كان شرفًا للإثيوبيين وهكذا بدأت المقاومة وانتشرت.
تم اعتبار رئيسي الوزراء أسياس أفورقي، من إريتريا، وملس زيناوي، من إثيوبيا، من الشفتا عندما خدما كزعيمين للمتمردين في الجبهة الشعبية لتحرير إريتريا وجبهة التحرير تغراي.